# Prothysana felderi
Prothysana felderi là một loài bướm đêm thuộc họ Bombycidae hay Apatelodidae (nếu họ này được xem là có hiệu lực). Nó được tìm thấy ở México, phía nam đến Panama vào Nam Mỹ, ít ra đến Ecuador.
Nó ăn những loại cây Philodendron, Heliconia, Welfia georgii, Chamaedora tepejilote, Piptocarpha poeppigiana, Pentaclethra macroloba, Stigmaphyllon lindinianum, Piper colonense, Piper hispidum, Piper auretum, Piper peltata, Neea psychotroides, Lycianthes synanthera, Heliocarpus appendiculatus, Miriocarpa longipes và Aegifila falcata.

## Hình ảnh

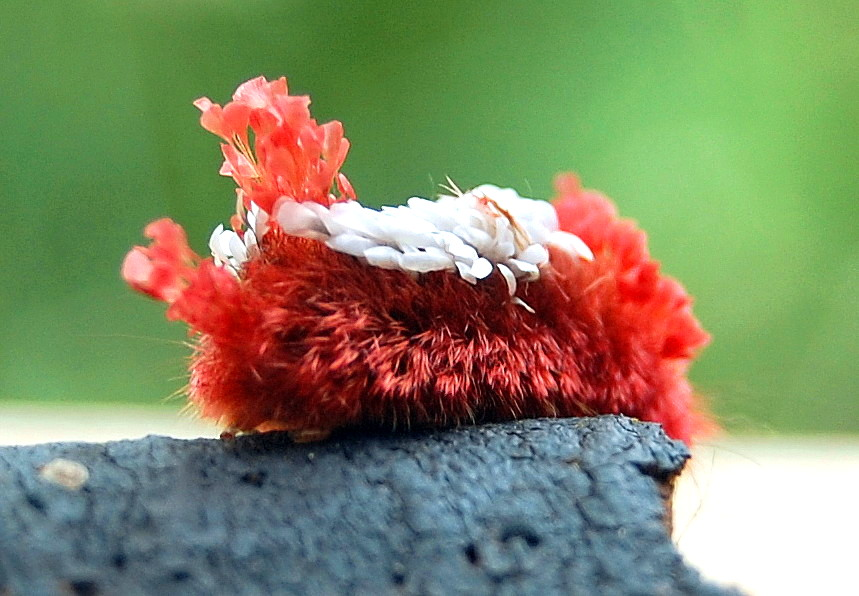
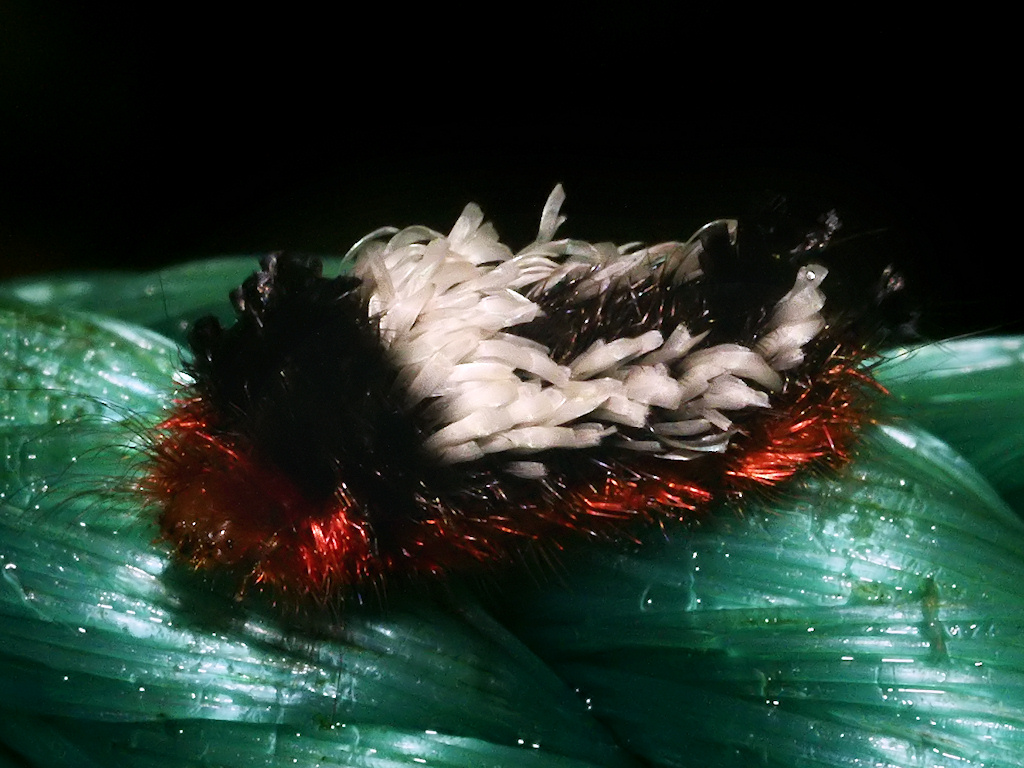
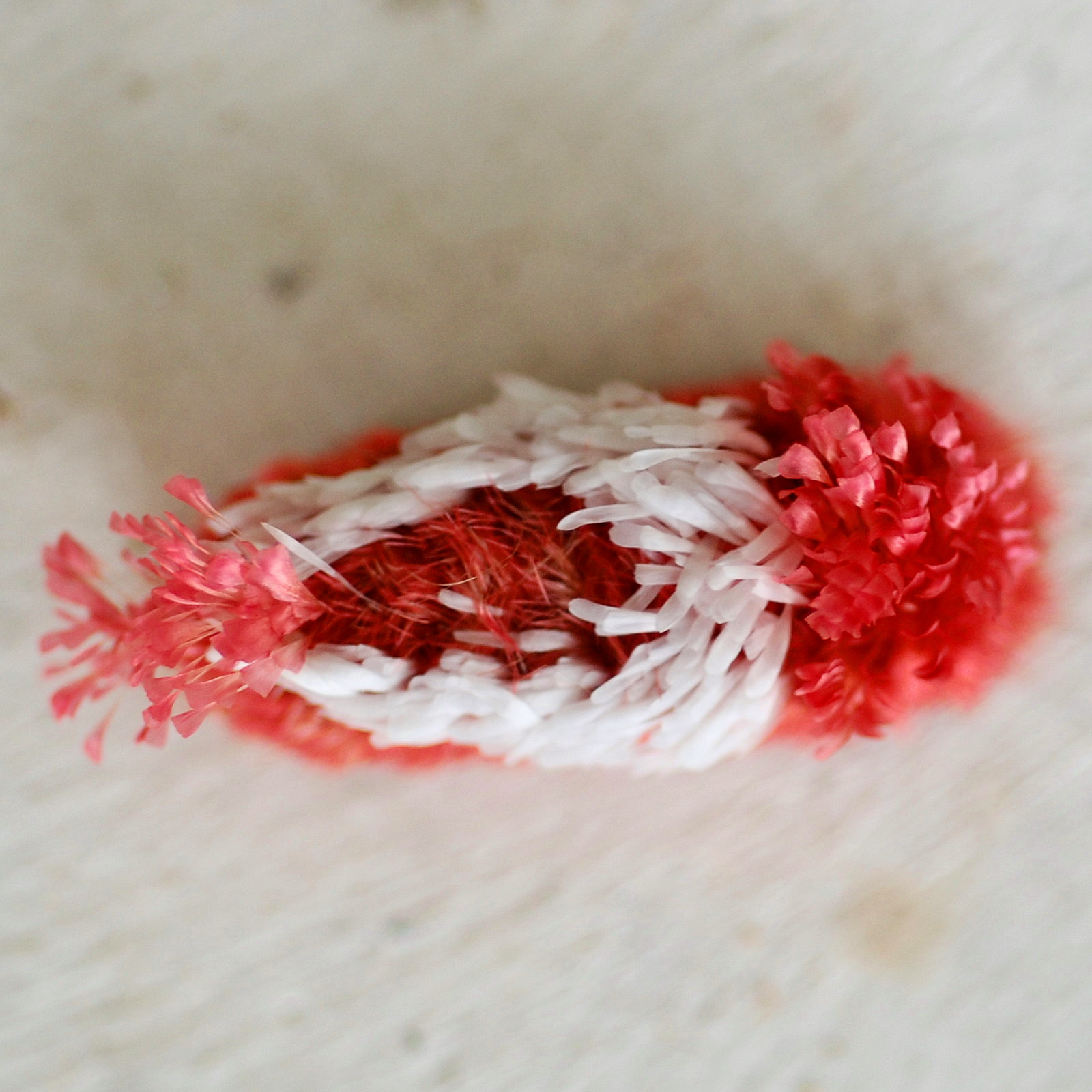